# محوطه اشتر
محوطه اُشتُر مربوط به دوره سلجوقیان - دوره صفوی است و در شهرستان ششتمد، روستای اشتر واقع شده و این اثر در تاریخ ۲۲ مرداد ۱۳۸۴ با شمارهٔ ثبت ۱۳۳۰۴ به‌عنوان یکی از آثار ملی ایران به ثبت رسیده است.